# Piotr Sowisz
Piotr Sowisz est un footballeur polonais né le 10 septembre 1971.